# Małgorzata Schollenberger
Małgorzata Anna Schollenberger (zm. 12 sierpnia 2020) – polska fitopatolog i diagnosta bakteryjnych chorób roślin, dr hab.

## Życiorys
Obroniła pracę doktorską, 23 czerwca 2004 habilitowała się na podstawie pracy zatytułowanej Bakteriozy zagrażające wybranym uprawom roślin ozdobnych. Została zatrudniona na stanowisku profesora uczelni w Instytucie Nauk Ogrodniczych Szkole Głównej Gospodarstwa Wiejskiego w Warszawie.
Była profesorem nadzwyczajnym w Samodzielnym Zakładzie Fitopatologii na Wydziale Ogrodnictwa, Biotechnologii i Architektury Krajobrazu Szkoły Głównej Gospodarstwa Wiejskiego w Warszawie.
Zmarła 12 sierpnia 2020.

## Odznaczenia i wyróżnienia
- Medal Komisji Edukacji Narodowej[1]
- Złoty Medal za Długoletnią Służbę[1]
- Nagrody Rektora SGGW[1]